# Bunri-Universität Tokushima

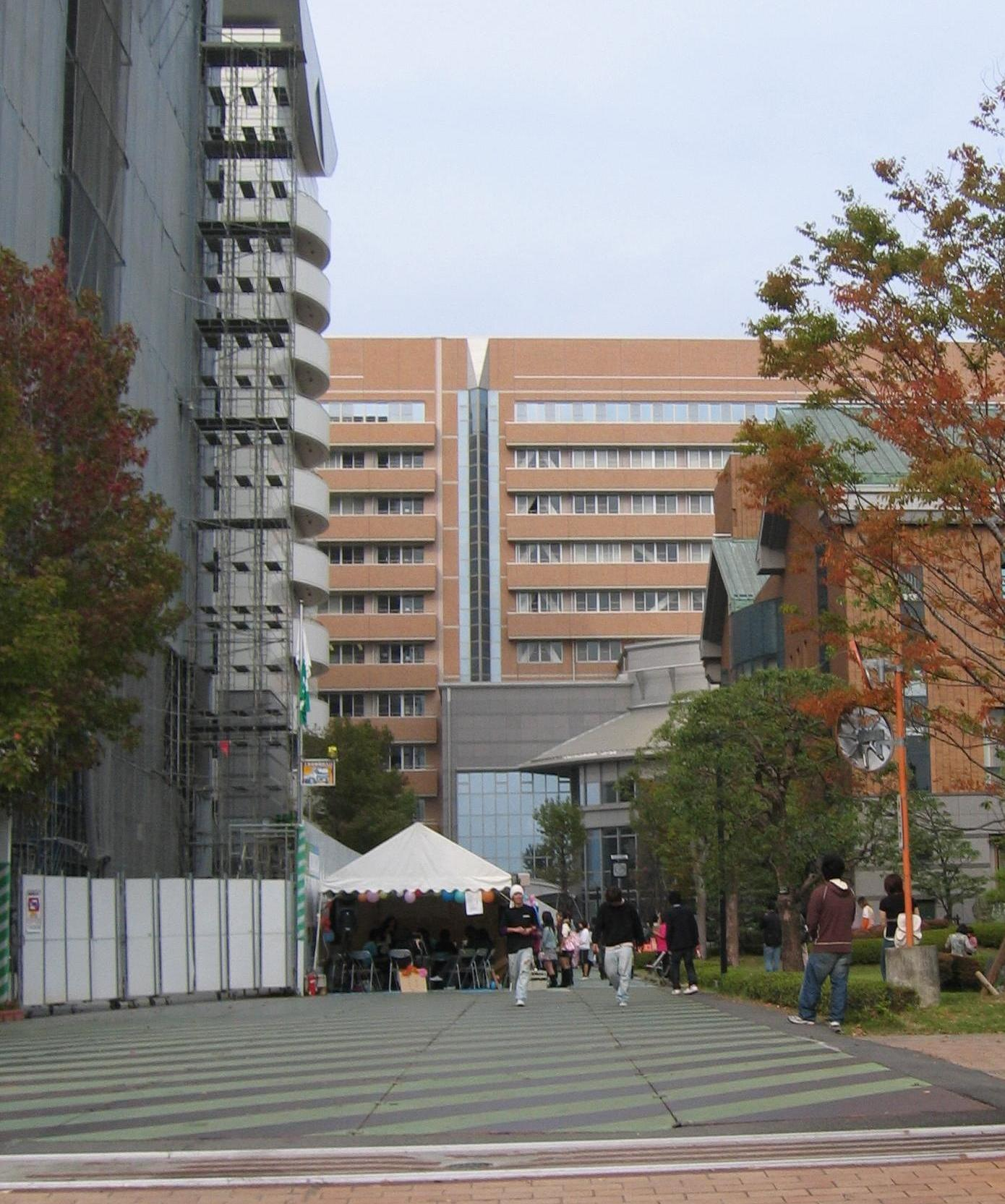
Bunri-Universität Tokushima

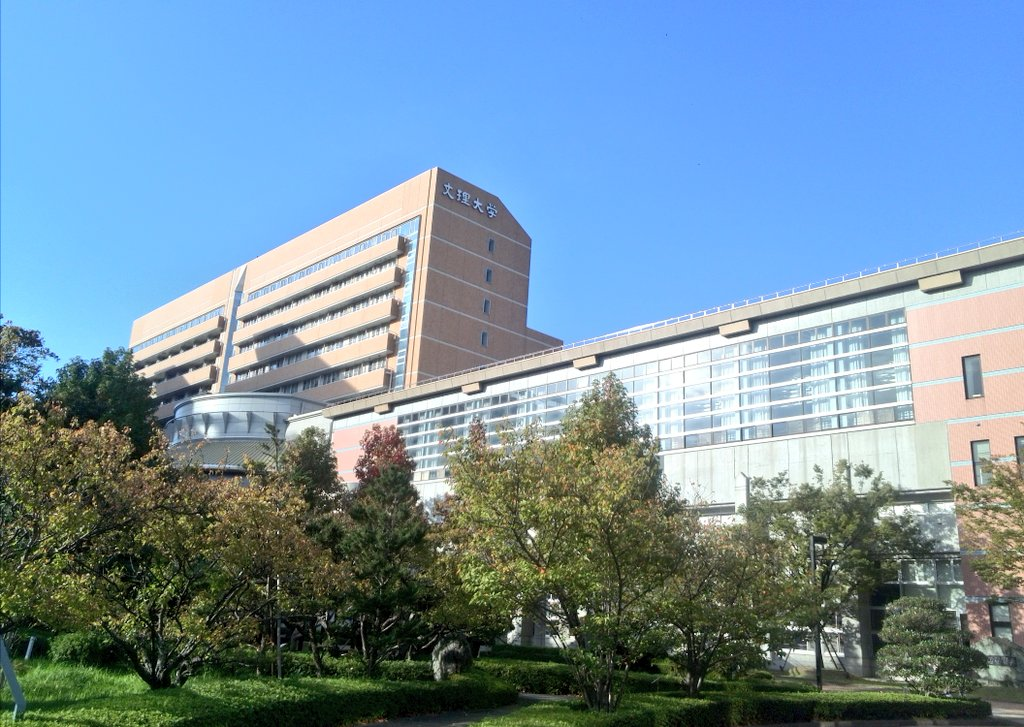
Bunri-Universität Tokushima

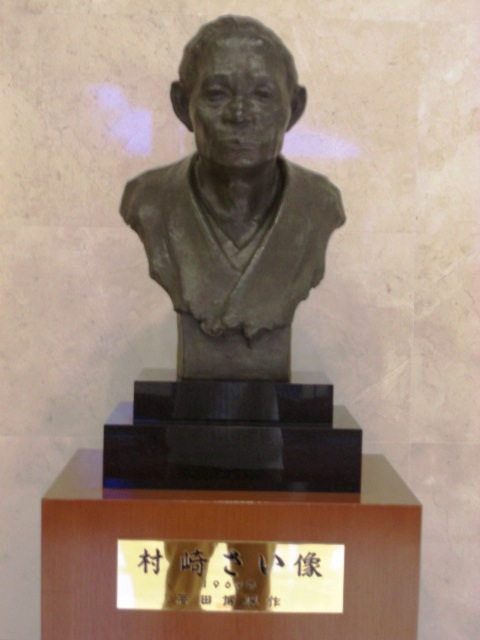
Statue des Gründers

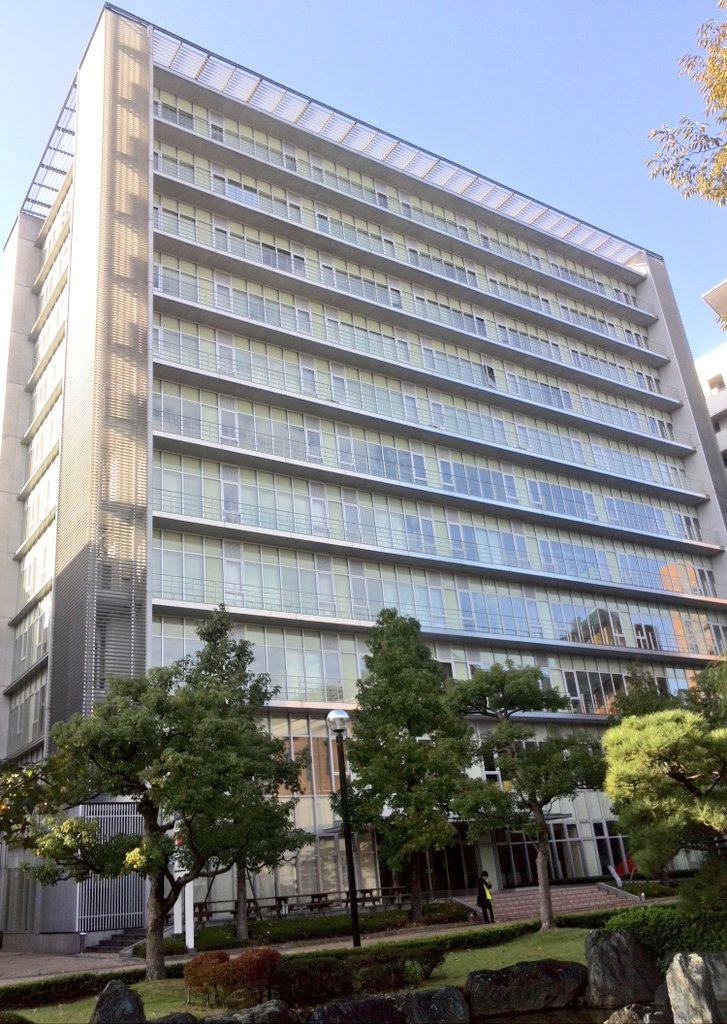
Media Center

Die Bunri-Universität Tokushima (jap. 徳島文理大学, Tokushima Bunri Daigaku, dt. „geistes- und naturwissenschaftliche Universität Tokushima“) ist eine im Jahre 1895 gegründete japanische, private Universität. Sie besteht aus dem Tokushima-Campus in Tokushima in der Präfektur Tokushima und dem Kagawa-Campus (香川) in Sanuki in der Präfektur Kagawa. Sie ist in folgende Fakultäten untergliedert:
- Fakultät für Pharmazie,
- Fakultät für Humanwissenschaften (engl. Human Life Sciences),
- Fakultät für Gesundheitspflege und Wohlfahrt,
- Fakultät für Politikwissenschaft,
- Fakultät für Musikwissenschaft,
- Kagawa-Fakultät für Pharmazie,
- Fakultät für Ingenieurwissenschaften,
- Fakultät für Geisteswissenschaften und eine
- Tandai-Fakultät.